# Quinto al mare
Pour les articles homonymes, voir Quinto.
Quinto al mare est l'un des quartiers de Gênes qui sont directement en bord de mer du golfe ligure. Au pied du mont Moro, il se trouve dans la partie orientale de la ville, juste à l'est de Quarto dei mille, et à l'ouest de Nervi, autrefois localité renommée de villégiature pour son climat particulièrement doux, et aujourd'hui limite naturelle avec la commune voisine de Bogliasco. Quinto a été une commune autonome jusqu'en 1926. 

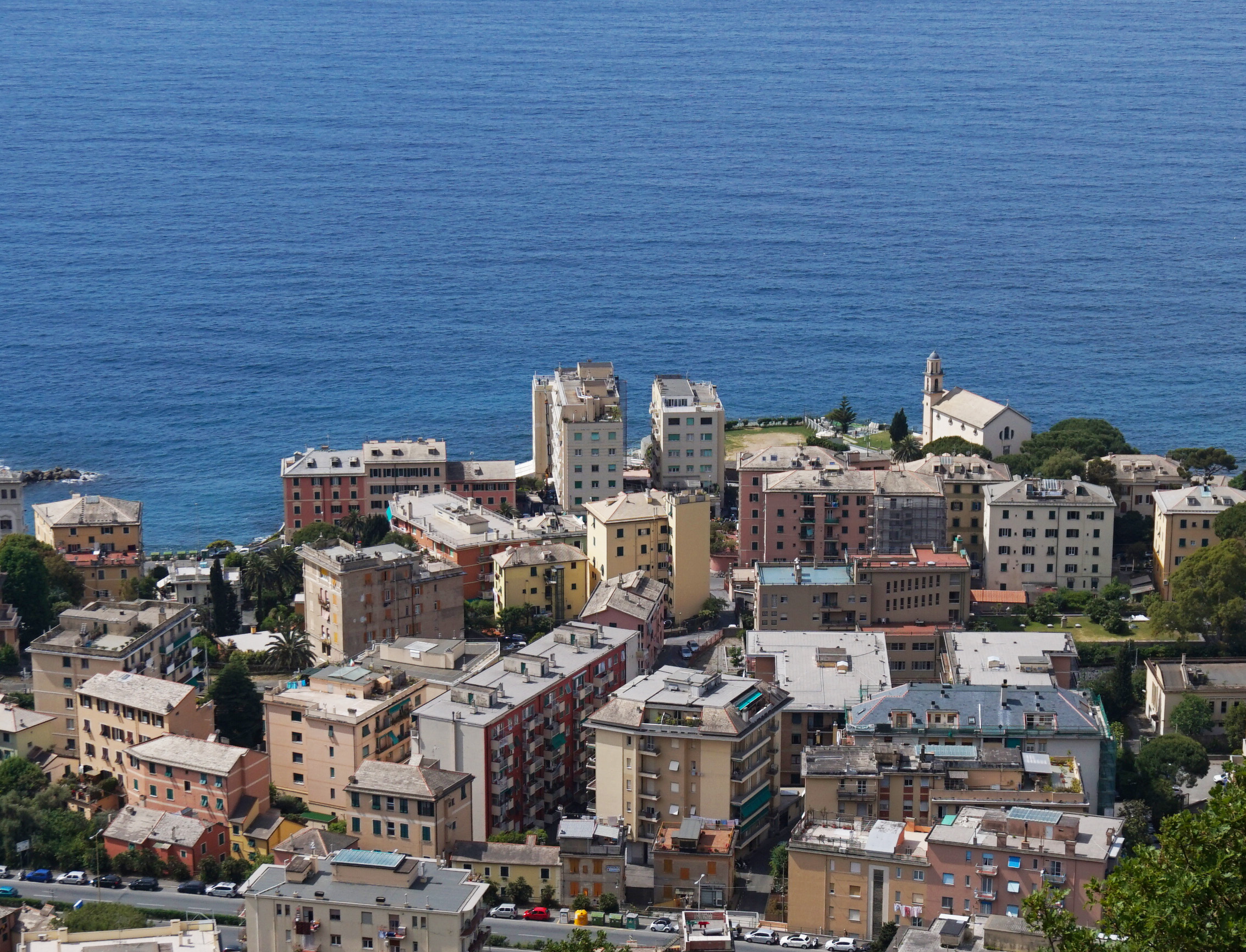
Vue sur Quinto avec l'église paroissiale San-Pietro

À Quinto al mare se trouvent des établissements balnéaires renommés de la ville ainsi que quelques endroits caractéristiques où l'on peut apprécier la cuisine ligure.

## Monuments
- Le quartier est traversé par la via Antica Romana
- L'église paroissiale San Pietro a été fondée au XIIe siècle, reconstruite au XVIIIe siècle et remaniée au XIXe siècle[1].

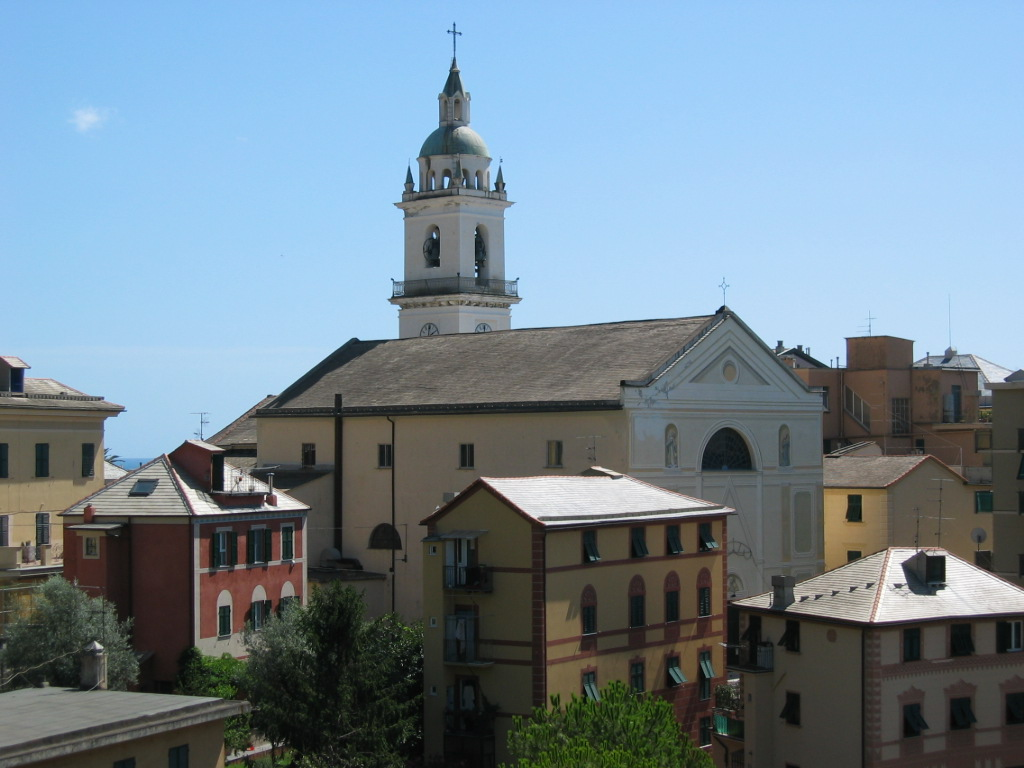
Église paroissiale San Pietro